# Quinta colonna

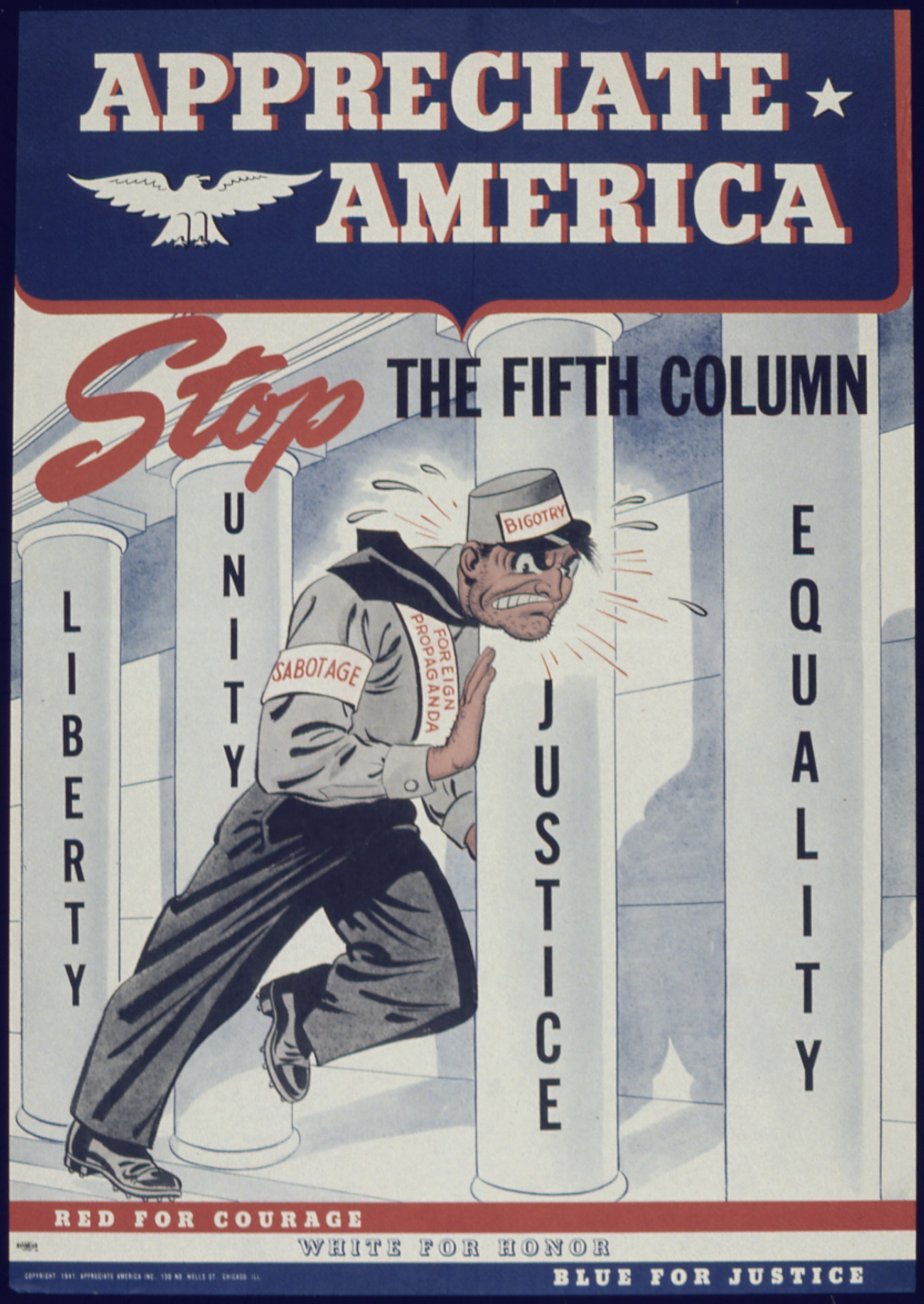
Manifesto della seconda guerra mondiale degli Stati Uniti che denuncia la quinta colonna (1941)

L'espressione quinta colonna indica un'organizzazione a carattere militare (più o meno informale) che, solitamente in occasione di conflitti armati, opera clandestinamente all'interno di una nazione o città per favorire l'invasore o il nemico.
Sebbene le sue origini appartengano all'ambito militare, l'espressione si è diffusa in contesti più vasti, compreso quello politico. 

## Origine dell'espressione
L'espressione quinta colonna è un calco italiano del castigliano quinta columna, espressione del generale Emilio Mola, che durante la guerra civile in Spagna comandava l'Armata nazionalista del Nord. 
Secondo lo storico inglese Hugh Thomas, durante una intervista con giornalisti stranieri, fu chiesto al generale quale delle "quattro colonne" che componevano la sua armata avrebbe conquistato Madrid; al che Mola rispose che l'iniziativa sarebbe spettata alla quinta colonna (quinta columna), con implicito riferimento ai gruppi filomonarchici e falangisti che agivano clandestinamente a Madrid. Thomas afferma che queste "parole imprudenti" fornirono il pretesto per una lunga serie di eccidi nella capitale. Secondo altre fonti Mola avrebbe affermato, durante una trasmissione radiofonica nell'ottobre 1936: «Abbiamo quattro colonne che avanzano su Madrid. La quinta colonna si solleverà al momento giusto».
L'espressione ebbe subito fortuna nel lessico giornalistico, venendo ricalcata in tutte le lingue europee (ad esempio esiste fifth column in inglese e fünfte Kolonne in tedesco).

## Usi dell'espressione
Di solito l'espressione "quinta colonna" viene usata in senso dispregiativo, per indicare gruppi di traditori che aiutano il nemico; spesso, durante una guerra, gli aderenti a una fazione politica che si oppone alla maggioranza vengono accusati di costituire una quinta colonna: di collaborare cioè (consapevolmente o no) con il nemico che minaccia il loro Paese.

### Esempi di "quinte colonne" (vere o presunte)
- Durante la seconda guerra mondiale in Polonia e in Cecoslovacchia furono attive formazioni paramilitari chiamate Volksdeutsche Selbstschutz ("Autoprotezione tedesca"), formate da cittadini polacchi e cecoslovacchi di lingua e cultura tedesca che aiutarono il Terzo Reich, rendendosi colpevoli di stragi o altre azioni dirette a provocare repressioni da parte dei governi locali, che sarebbero state poi usate come pretesto da parte del governo tedesco per intervenire negli stati da conquistare.
- Sempre durante la seconda guerra mondiale, negli USA furono internati i cittadini e i residenti di origine giapponese, nel timore che essi potessero costituire una quinta colonna.
- In Gran Bretagna, negli anni settanta, durante l'ondata di attentati terroristici provocati dagli indipendentisti dell'Irlanda del Nord, gli immigrati di origine irlandese erano spesso visti dai britannici come una quinta colonna nel loro territorio.
- In Italia, negli anni cinquanta, in seguito alla guerra di Corea, alcuni esponenti della Democrazia Cristiana, come il capo del governo Alcide De Gasperi e il ministro della difesa Randolfo Pacciardi, si dissero convinti della presenza di quinte colonne formate da comunisti e socialisti a scopo sovversivo.[2]

### Altri usi
- Quinta colonna (in russo Пятая колонна) è il nome dato da Lev Trockij a un reparto d'élite (non clandestino) della sua Armata Rossa.

## Cultura di massa
- La quinta colonna (The Fifth Column) è un dramma di Ernest Hemingway.
- Quinta colonna (The Ministry of Fear) è un romanzo di Graham Greene.
- La quinta colonna (N or M) è un romanzo di Agatha Christie scritto nel 1941.
- Quinta colonna (1966), sceneggiato televisivo RAI di Pietro Leoni per la regia Vittorio Cottafavi.
- Nel telefilm V - Visitors la Quinta Colonna è una organizzazione segreta dei Visitors che lotta contro la propria stessa specie per evitare che questa soggioghi il genere umano ai propri voleri.
- Quinta colonna, talk show di Mediaset